# Partido Galeguista Nacionalista
El Partido Galeguista Nacionalista fou un partit nacionalista gallec.
Fou fundat el 1984, després de la decisió del Partit Galleguista d'integrar-se en Coalició Gallega. Un grup de cinquanta militants liderats per Ramón Martínez López i Manuel Beiras disconformes amb la decisió decidiren organitzar un nou partit galleguista. No van concórrer ni a les eleccions al Parlament de Galícia de 1985 ni a les generals de 1986. En les Eleccions al Parlament Europeu de 1987 van concórrer en coalició amb el Partit Nacionalista Basc, com Unió Europeista. La coalició va obtenir a Galícia 5.322 vots (0,43% dels vots a Galícia).
El 1988 s'uniren al PNG per a formar el Partido Nacionalista Galego-Partido Galeguista.